# Chuca-Chuca
Chepsel Lerner (São Paulo, 26 de agosto de 1915 - Rio de Janeiro, 2001), conhecido artisticamente como Chuca-Chuca, foi um instrumentista e compositor brasileiro. Especializado em piano e vibrafone, teve atuação destacada no rádio e em casas noturnas do Rio de Janeiro entre as décadas de 1940 e 1960.

## Carreira
Violinista autodidata na infância, Chuca-Chuca começou sua carreira profissional quando se mudou para Niterói. Apresentou-se em programas de rádio, acompanhando grandes nomes da música, e integrou o conjunto Os Milionários do Ritmo, que teve sucesso no circuito de cassinos, incluindo um período de dez anos no Hotel Quitandinha. Com a proibição dos jogos de azar, em 1946, ChucaChuca estabeleceu-se no Rio de Janeiro, dedicando-se ao trabalho em boates e festas particulares, e apresentou-se por um período no Cassino Estoril. Atuou em casas noturnas no Beco das Garrafas e passou dez anos no Clube Ginástico Português.

## Discografia parcial
Em Chuca-Chuca e Seu Conjunto:
- s/d: ...com Chuca-Chuca, Mocambo[2]
- 1965: Uma Noite no Montanha Clube, Continental[3][4]

Em Chepsel e seus Sonexóticos:
- 1959: Sons Exóticos em Tempo de Dança, Odeon[5]

Em Nestor Campos e Seu Conjunto de Boite:
- 1957: Boite [6]

Em Lauro Paiva e Conjunto:
- 1961: Sucessos com Lauro Paiva, Copacabana[7]

## Filmografia
- E o Mundo se Diverte (1948)[8]
- Um Beijo Roubado (1950)[8]
- Eu Sou o Tal (1959)[8]